# NGC 3124
NGC 3124 (другие обозначения — ESO 567-17, MCG -3-26-24, UGCA 202, PGC 29377) — галактика в созвездии Гидра.
Этот объект входит в число перечисленных в оригинальной редакции «Нового общего каталога».
Галактика NGC 3124 входит в состав группы галактик NGC 3091. Помимо NGC 3124 в группу также входят NGC 3091, NGC 3052, ESO 566-19, MGC -3-26-6 и PGC 28926.
Имеет необычную «перекошенную» перемычку. Такая форма может быть следствием длительных процессов. Кинематика газа постоянна на протяжении всей галактики.